# Субак
Субак (індонез. subak, балі. subak) — система іригації заливних рисових полів, традиційна для індонезійського острова Балі. У більш широкому сенсі — соціально-економічна модель балійської сільськогосподарської громади, об'єднаної єдиною іригаційною системою, а також сама подібна громада. В основі устрою субака лежать принципи місцевого етичного вчення Три хіта карана.
Система відома з XI століття. В даний час на Балі налічується близько 1300 відповідних громад, які об'єднують близько 260 тисяч селян. У 2012 році система субак зарахована до списку Всесвітньої спадщини ЮНЕСКО.

## Соціальні та інфраструктурні аспекти
Субак являє собою традиційну соціальну організацію громади в землеробських районах Балі, основним завданням якої є забезпечення іригації заливних полів всима її членами. Єдиною сільськогосподарською культурою є рис. З урахуванням гірського рельєфу більшій частині території Балі, субак практично повсюдно функціонує в умовах терасного землеробства, при якому рисові чеки розташовуються на штучно створених або розширених уступах гірських схилів. Чисельність жителів, об'єднаних в субак,  зазвичай складає від декількох десятків до декількох сотень чоловік.
З технічної точки зору субак являє собою систему розподілу водних ресурсів єдиного джерела (річки, струмка, джерела, гірського озера) по багаторівневих терасах, велика частина яких знаходиться значно нижче цього джерела. Основними її елементами є греблі, канали, тунелі, загати, штучні водоспади та відводи води. Іноді в рамках субака створюються досить складні іригаційні споруди досить великого масштабу. Так, відомі випадки проходки тунелів довжиною до 3 кілометрів і глибиною до 40 метрів.
Устрій іригаційної системи і її подальша експлуатація здійснюються на основі взаємодопомоги членів громади, в той час як обробка полів ведеться ними, як правило, індивідуально. Крім того, в сучасних умовах кожен селянин регулярно вносить грошовий внесок у громадську касу, з якої здійснюється фінансування робіт з утримання, ремонту та розвитку зрошувальної інфраструктури.
Управління системою здійснюється виборним старійшиною, який проводить щомісячні сходи глав сімей, що входять в субак. Крім керівництва власне іригаційними потужностями, в його повноваження входить також загальна координація господарської та суспільного життя учасників субака. Найважливішими обов'язками у цьому контексті є узгодження термінів посадки та збирання рису на різних терасах, а також врегулювання майнових і, рідше, побутових конфліктів між членами громади. Зокрема, особливе значення має забезпечення адекватної винагороди членам субака, на території яких розташовується джерело води: як правило, значна частина їх угідь зайнята гідроспорудами, за рахунок чого їх оброблювані ділянки істотно зменшуються.

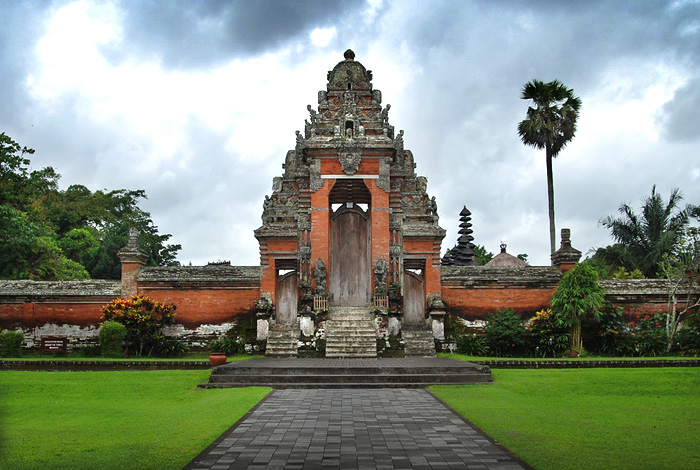
Храм Таман Аюн — найбільший і найвідоміший із балійських храмів, створених в громадах субак (споруда XVIII ст.)

- Крім іригаційно-господарської складової, ще одним системоутворюючим початком субака служить релігійне об'єднання навколо єдиного общинного храму (як і всі корінні балійці, що входять в субаки селяни сповідують особливий місцевий різновид індуїзму). Як і іригаційні споруди, храм також будується спільно і зазвичай буває найбільшою архітектурною спорудою на території субака[1]. З цим пов'язане поширення в зарубіжних джерелах не зовсім вірного визначення субаків як «водних храмів»[2].

Прихідський священик керує богослужіннями і є настоятелем членів субака в їх духовному житті. Водокористування при цьому сакралізується: священик забезпечує його реалізацію відповідно до принципів релігії і балійського філософсько-етичного вчення Три хіта карана (балі. Tri Hita Karana, досл. «три джерела блага»). Останнє, що пропонує набуття гармонії у відносинах з божественними силами, природою та оточуючими людьми, фактично є ідеологічною основою існування субака. Пуск води на поля і всі основні фази господарських робіт супроводжуються релігійними церемоніями.
Члени одного субака, як правило, систематично вступають у взаємодію з селянами інших подібних громад, розташованих на суміжних територіях. Для забезпечення спільного для всіх громад взаємодії декілька субаків можуть об'єднуватися в більш велику організаційну структуру — «Субак геді» (балі. gede, досл. «великий субак»), яка, в свою чергу, іноді стає частиною структури ще більш високого рівня — «Субак агунг» (балійська agung, досл. «верховний субак»). На відміну від низових субаків, об'єднання субак геді і субак агунг не носять зазвичай довготривалого характеру, а формуються в них вертикальні і горизонтальні зв'язки є значно менш жорсткими.

## Історія існування субака

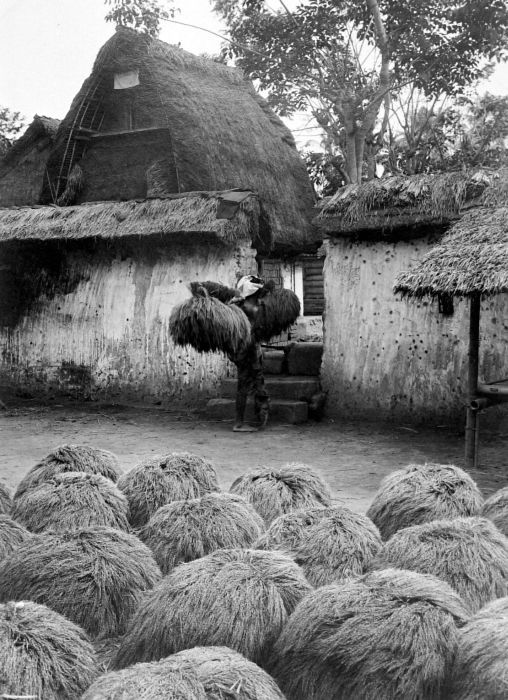
Заготовка будівельних матеріалів в субаці. Фото 1930-х років

Перші згадки про систему субак відносяться до XI століття: до цього часу в загальних рисах сформувалися її господарська і ідеологічна складові, що існують в даний час. Характерно, що життя таких громад в рамках середньовічних і пізніших балійських державних утворень носила досить автономний характер — вищі влади практично не втручалися в питання внутрішнього устрою. Певний виняток у цьому плані є період перебування Балі в залежності від яванської імперії Меджепегіт в XIV—XV століттях, коли були створені структури чиновницького нагляду за роботою землеробських громад.
Господарська і громадська автономія субаків зберігалась і в період нідерландської колонізації Балі з початку XX століття до Другої Світової війни. Більш того, голландцями був прийнятий ряд законодавчих актів, що закріплювали структуру субака. Не сталося скільки-небудь істотних порушень общинного устрою і принципів іригаційної інфраструктури та в період японської окупації Балі в 1942—1945 роках.
Влада незалежної Республіки Індонезії не робили цілеспрямованих заходів щодо ліквідації системи субака. Однак аграрна політика президента Сукарно в 1950-х — першій половині 1960-х років, спрямована на централізацію управління сільським господарством за соціалістичним зразком, істотно позначилася на стабільності балійської традиційної громади. На місцях створювались паралельні адміністративно-командні структури, субаки штучно об'єднувалися в господарства більш високого рівня.

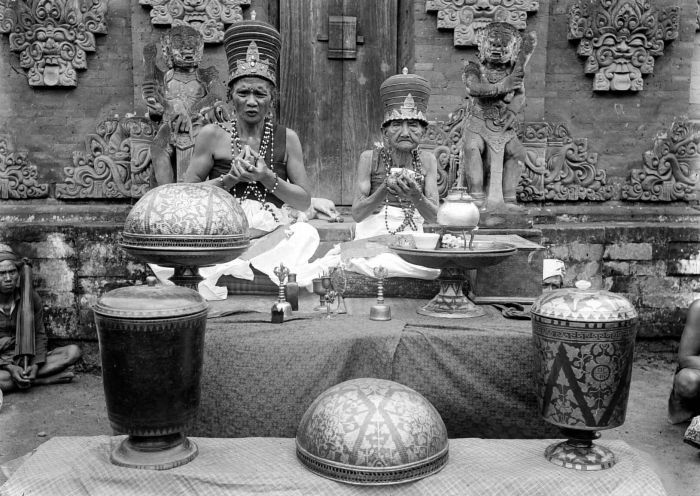
Релігійна церемонія в общинному храмі субака. Фото 1920-х років

Після приходу до влади в 1965 році військового режиму на чолі з Сухарто і переходу країни на капіталістичні методи господарювання існування субаків було підтримано на законодавчому рівні. Однак під впливом процесів зеленої революції система ведення сільського господарства на Балі, як і по всій Індонезії, продовжувала змінюватися, підриваючи традиційні основи функціонування субака. Крім того, розвиток на Балі промисловості та індустрії туризму призвело до виведення значної частини земель з сільськогосподарського використання — близько тисячі гектарів на рік. В результаті кількість субаків істотно скоротилася.
У 1970-ті роки субак став предметом міжнародних наукових досліджень. Його вивченням, зокрема, щільно займалися такі видатні американські антропологи, як Кліффорд Гірц, причому останній, створивши електронну модель субака, довів його  економічну рентабельність.
13 жовтня 1981 року на острові Балі був створений музей рису Субак. Де можна детально розглянути як облаштована система зрошення рисових террас.
У 1990-х — 2000-х роках індонезійською владою було вжито низку заходів по збереженню субаків і стимулювання їх діяльності. Станом на початок 2010-х років на Балі налічується близько 1300 громад такого роду, які об'єднують близько 260 тисяч селян. Загальна площа оброблюваних там зрошуваних полів становить близько 19 500 гектарів.

## Включення в список всесвітньої спадщини
З початку 1990-х років в Індонезії на урядовому рівні робилися активні зусилля по популяризації міжнародної субака як додаткового чинника підвищення туристичної привабливості Балі. Після багаторічної опрацювання відповідного питання з ЮНЕСКО в ході 36-й сесії Комітету Всесвітньої спадщини цієї організації, яка пройшла в червні—липні 2012 року в Санкт-Петербурзі, субак був занесений до списку Всесвітньої спадщини.
Субак став восьмим за рахунком індонезійським об'єктом, зарахованим до  Всесвітньої спадщини. В результаті за загальною кількістю подібних історичних та природних пам'яток Індонезія вийшла на перше місце в регіоні Південно-Східної Азії (раніше з сімома об'єктами ділила перше місце з В'єтнамом).